# Pimoa breviata
Pimoa breviata är en spindelart som beskrevs av Chamberlin och Ivie 1943. Pimoa breviata ingår i släktet Pimoa och familjen Pimoidae. Inga underarter finns listade i Catalogue of Life.